# La metà di niente
La metà di niente (titolo originale In the Beginning), è il romanzo di esordio della scrittrice irlandese Catherine Dunne pubblicato in Italia nel 1998.

## Trama
In una mattina come tante, Ben decide di dire addio alla moglie Rose, ai suoi tre figli e a vent'anni di vita insieme. 
Rose non sa come reagire, non sa cosa pensare, di punto in bianco si ritrova sola, senza soldi, con dei figli da mantenere e la propria vita, per come l'aveva sempre conosciuta, sconvolta e distrutta. 
Il romanzo alterna i faticosi giorni della nuova vita di Rose a flashback della sua gioventù, con sogni, dolori ed illusioni circa il matrimonio. 
Attingendo alla propria forza interiore, Rose riuscirà a rimettersi in piedi, a scoprire che un individuo non trova la propria realizzazione solo come parte di una coppia, ma anzi, anche "la metà di niente" può vivere serenamente con sogni ed ambizioni.